# Крозетто, Гвидо
Гвидо Крозе́тто (итал. Guido Crosetto; род. 19 сентября 1963, Кунео) — итальянский предприниматель и политик.

## Биография
Родился 19 сентября 1963 года в семье предпринимателей в Кунео. Родители с конца 1980-х занимались производством сельскохозяйственной техники, и Крозетто возглавил фирму в 17-летнем возрасте, когда умер его отец. Окончил классический лицей, учился на факультете экономики и коммерции Туринского университета, но не окончил его, с чем был связан скандал, поднятый газетой «Corriere della Sera», и Крозетто назвал сделанное им в интервью утверждение о своём высшем образовании «маленькой невинной ложью».
Начал политическую карьеру в рядах Христианско-демократической партии — с 1985 по 1990 год как секретарь регионального отделения молодёжной организации и затем как ответственный на национальном уровне за вопросы молодёжной политики. В 1988 году стал экономическом советником в правительстве Джованни Гориа, с 1990 по 2004 год являлся мэром Марене в провинции Кунео, а с 1999 по 2009 год — депутатом провинциального совета, где возглавлял фракцию партии «Вперёд, Италия». С 2003 по 2009 год был секретарём регионального отделения партии в Пьемонте, отвечал в партии на национальном уровне за кредитную и промышленную политику до самого формирования «Народа свободы».
С 30 мая 2001 по 14 марта 2013 года состоял в Палате депутатов Италии XIV, XV и XVI созывов, сначала во фракции «Вперёд, Италия», затем — «Народа свободы».
С 8 мая 2008 по 16 ноября 2011 года занимал должность младшего статс-секретаря Министерства обороны в четвёртом правительстве Берлускони.
В 2012 году избран президентом совета директоров аэропорта Кунео-Левальдиджи, но через короткое время, в октябре 2012 года, отказался от этой должности, объяснив свой выбор законодательным запретом членам правительства принимать любые назначения в частных коммерческих структурах ранее, чем через 12 месяцев после отставки.
20 декабря 2012 года объявил вместе с Джорджией Мелони о выходе из «Народа свободы» и образовании новой партии — «Братья Италии».
В преддверии выборов 2013 года выставил свою кандидатуру в Сенат по спискам «Братьев Италии» в Эмилии-Романье и потерпел поражение.
В мае 2014 года участвовал по спискам «Братьев Италии» в европейских выборах, но партия не смогла преодолеть процентный барьер 4 %.
В 2014 году оставил активную политическую деятельность после избрания президентом Федерации итальянских компаний в области аэрокосмической промышленности, обороны и безопасности (Federazione delle aziende italiane per l’aerospazio, difesa e sicurezza), но в январе 2018 года возглавил предвыборные списки «Братьев Италии» во всех округах Пьемонта и в некоторых округах Ломбардии.
28 января 2018 года избран координатором партии «Братья Италии».
4 марта 2018 года по итогам очередных выборов вновь прошёл в Палату депутатов — от Туринского округа.
В 2022 году был внесён кандидатом в списки голосования за президента Итальянской республики.
22 октября 2022 года при формировании правительства Мелони Крозетто получил портфель министра обороны.

## Личная жизнь
Прозвище Крозетто — Полифем, его рост около двух метров, а вес — 130 кг.

## Награды
- Орден князя Ярослава Мудрого III степени (16 января 2025 года, Украина) — за весомый личный вклад в укрепление межгосударственного сотрудничества, поддержку государственного суверенитета и территориальной целостности Украины[11]